# Rondo
För andra betydelser, se Rondo (olika betydelser).
Rondo, efter franskans rondeau 'något återkommande, något som går runt', är en lyrisk och musikalisk form där stycket består av ett återkommande grundtema eller ritornell, interfolierat av partier med annat material - episoder. Formen rondo har rötter i medeltida folk- och dansmusik, användes ofta av barockens kompositörer och har sedan följt med under framför allt den tonala eran (klassisk och romantik). Ritornellerna varieras ibland när de dyker upp på nytt; episoderna kan också ibland innehålla variationer - av varandra eller av material från ritornellerna. Ofta avrundas stycket av en coda.
Formen kan finnas var som helst, men har sin klassiska plats som final - sista sats - i en sonat. 
Exempel på formscheman (A betecknar ritornell, övriga bokstäver olika episoder):
- ABACADAEA... (en gammal och gärna folklig variant; episoderna kan vara improviserade)
- ABACABA+Coda (en vanligtvis nyare och mera konstmusikalisk)

Några berömda rondon:
- Pianosonat op. 13 ("Pathétique"), sista satsen (Beethoven)
- Pianosonat i A-dur K 331, sista satsen Rondo Alla Turca (Mozart)
- Violinkonsert op.61, sista satsen Ludwig van Beethoven